# Карлос Асеведо
Карлос Асеведо (ісп. Carlos Acevedo (calciatore 1996), нар. 19 квітня 1996, Торреон) — мексиканський футболіст, воротар клубу «Сантос Лагуна» та національної збірної Мексики. Чемпіон Мексики

## Клубна кар'єра
У професійному футболі дебютував 2016 року виступами за команду «Сантос Лагуна», в якій станом на листопад 2024 року зіграв 161 матч у чемпіонаті країни, та в 2018 році став чемпіоном Мексики.

## Виступи за збірну
У 2018 році дебютував в офіційних матчах у складі національної збірної Мексики. У складі збірної був учасником розіграшу Кубка Америки 2024 року у США. Станом на листопад 2024 року зіграв у складі збірної 6 матчів, у яких пропустив 4 м'ячі.

## Титули і досягнення
- Чемпіон Мексики (1):

«Сантос Лагуна»: Клаусура 2018